# Le Bodéo
Le Bodéo (tiếng Breton: Bodeoù, Gallo: Le Bodéo) là một xã của tỉnh Côtes-d’Armor, thuộc vùng Bretagne, tây bắc Pháp.

## Dân số
Người dân ở Le Bodéo được gọi là Bodéosiens.